# Břicho Paříže
Břicho Paříže (1873) (originál Le Ventre de Paris) je třetí román cyklu Rougon-Macquartes francouzského spisovatele Émila Zoly. Jeho děj se odehrává ve velké pařížské tržnici Halles. Do jeho prostředí je zasazen příběh uprchlíka z galejí, žijícího tajně v Paříži, který se nakonec stává inspektorem městské tržnice.

## Děj
Florent je nucen po smrti matky ukončit předčasně studium práv a starat se o svého bratra. Živí se kondicemi, poté učí v penzionátu. Quenua rozmazluje, ten se vyučí řezníkem a uzenářem.
Florent je republikán, při demonstracích proti císařství je zatčen. Měl na rukou krev dívky, která na něj spadla zastřelená. Je odsouzen do vyhnanství na Guayaně.
Ve svých třiceti letech uprchne a s falešnými doklady se snaží dostat do Paříže. Před Paříží padne vyčerpáním, sebere jej zelinářka Francoisová a doveze jej na hlavní tržnici - Břicho Paříže.
Florent potká svého přítele Gavarda, který jej odvede k bratrovi. Quenu se po bratrově zmizení nechal zaměstnat u strýce Gradella a po jeho smrti zdědí uzenářství a ožení se s krásnou Lízou (sestra Gervaisy ze Zabijáka), s níž vychovává dceru Pavlínku.
Quenu v zájmu bezpečnosti vydává Florenta za Lízina bratrance.
Florent přes počáteční odpor přijímá místo inspektora rybího trhu, celý trh je zpočátku proti němu, časem si však Florent dokáže zjednat respekt.
Jeho jediným přítelem je malíř Claude Lantier. Ve volných chvílích učí psát Mušku, syna Líziny rivalky, rybářky krásné Normanďanky.
Florent se schází s dalšími republikány a zosnuje zničení císařství. Líza kvůli nedůvěře k hubeným lidem (celá rodina je tlustá) se snaží Florenta vyštvat.
Klevetnice z trhu přijdou na pravou minulost Florenta a udají ho policii.
Florent je zatčen a odsouzen k opětovnému vyhnanství. Trh se vrací do zaběhnutých kolejí.
Román končí slavnou větou: "Je to ale pakáž, tihle počestní lidé."